# Parish of Manchester
Parish of Manchester är en parish i Jamaica. Den ligger i den centrala delen av landet, 80 km väster om huvudstaden Kingston. Antalet invånare är 191 796. Arean är 830 kvadratkilometer. Parish of Manchester ligger på ön Jamaica.
Terrängen i Parish of Manchester är lite bergig.
Följande samhällen finns i Parish of Manchester:
- Mandeville
- Porus
- Coleyville
- Williamsfield